# Aleja Jana Chrystiana Szucha w Warszawie

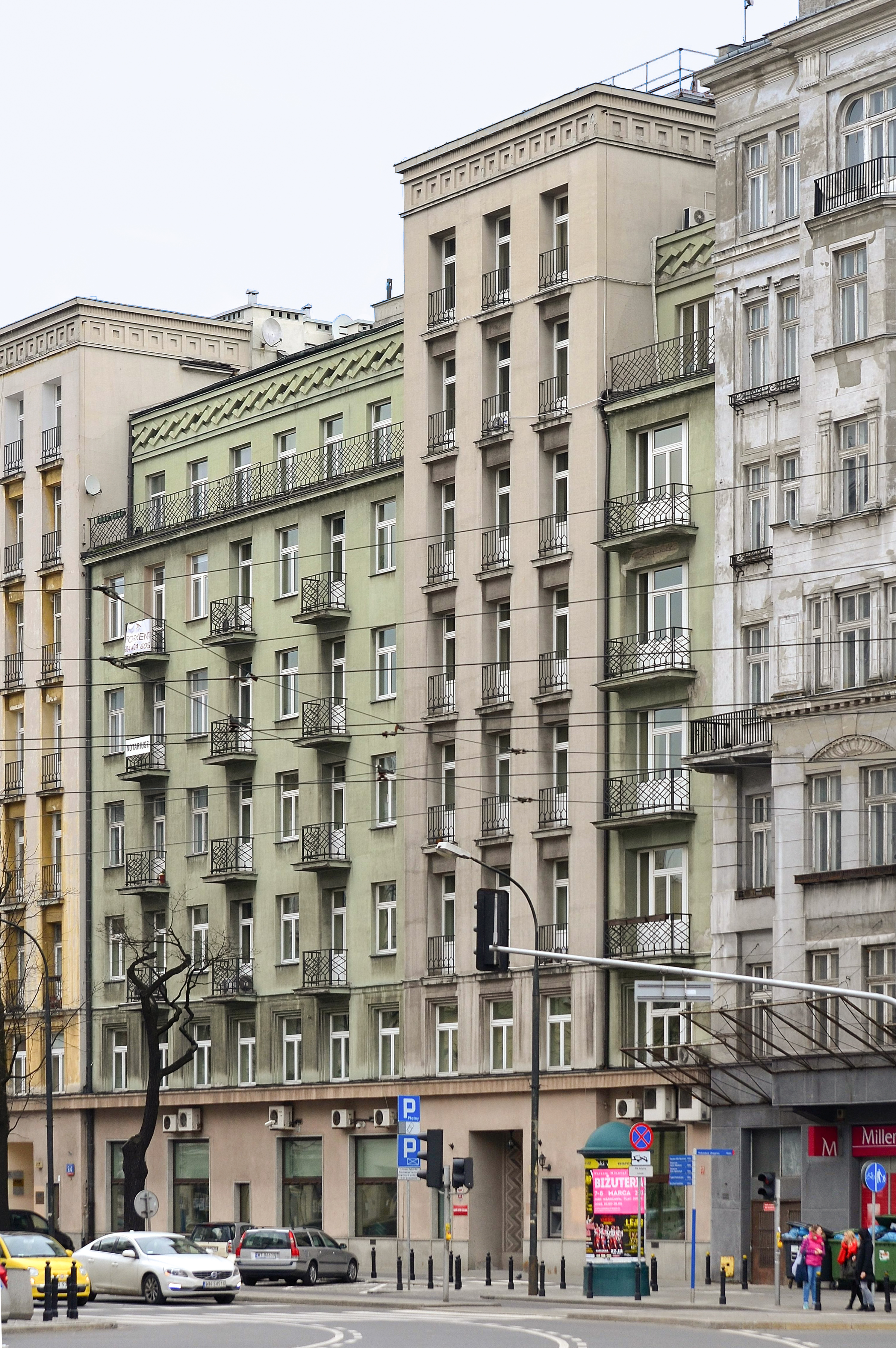
Dawna siedziba ambasad ZSRR i NRD

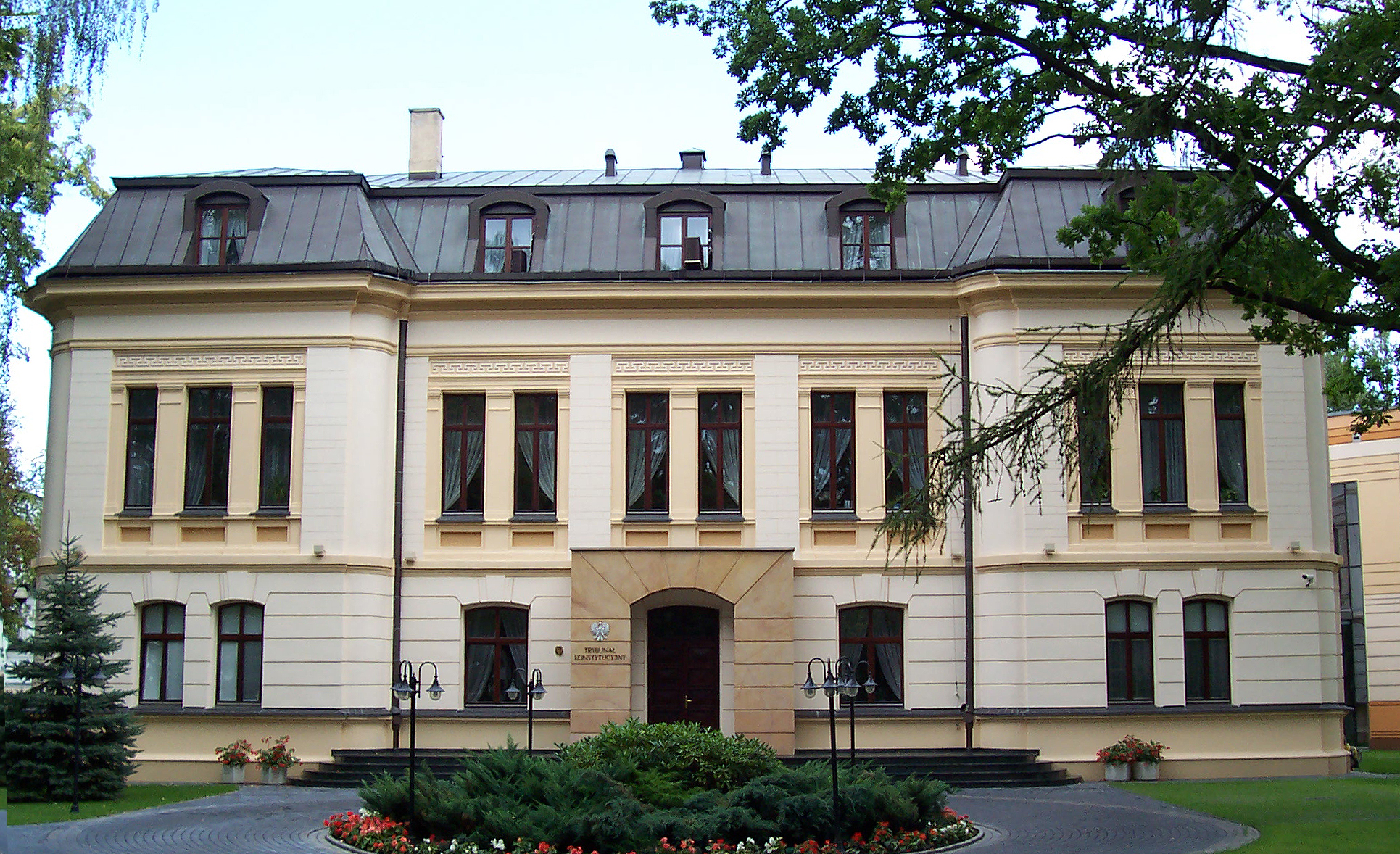
Siedziba Trybunału Konstytucyjnego (nr 12a)

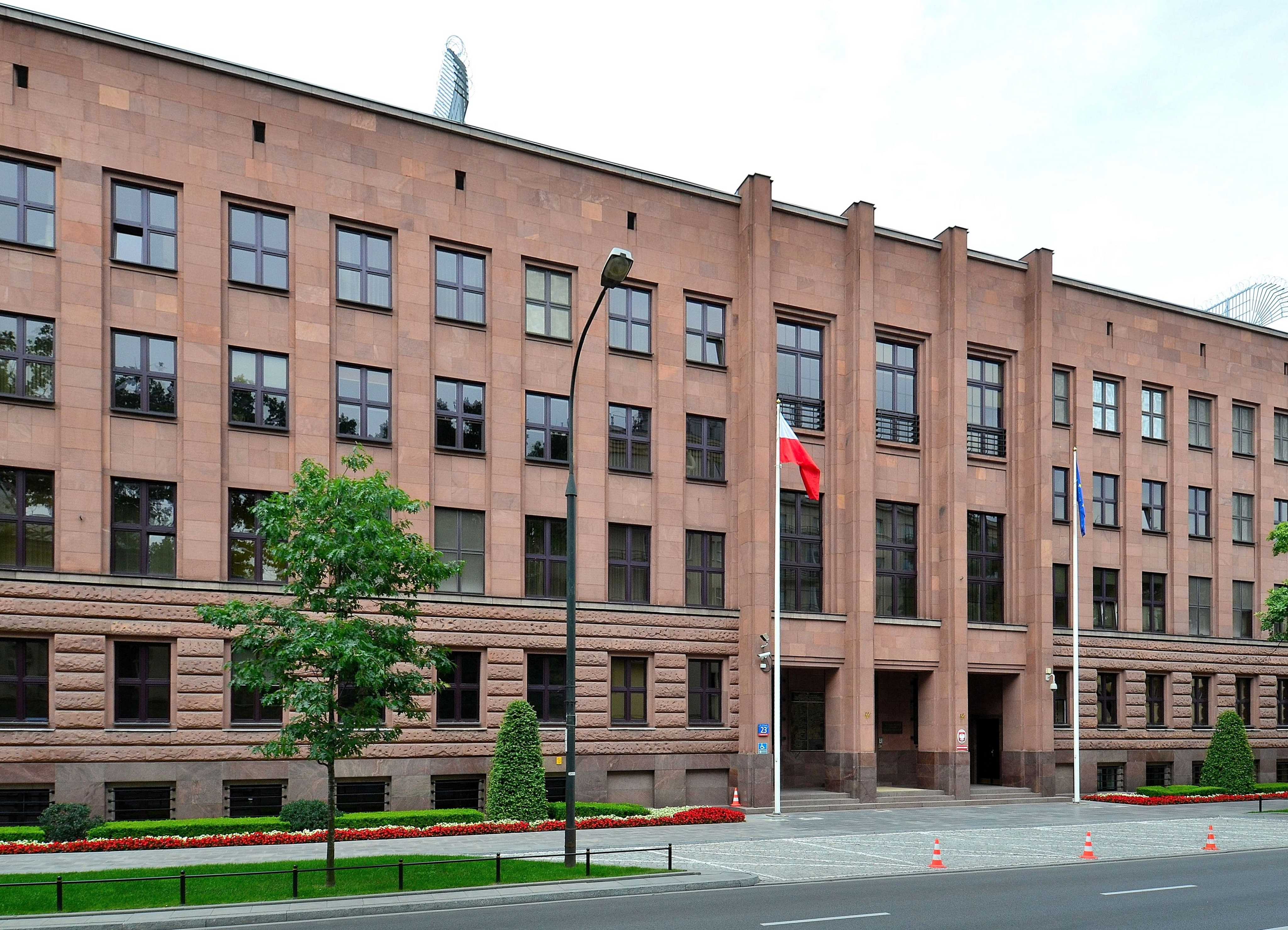
Gmach Najwyższej Izby Kontroli, siedziba Ministerstwa Spraw Zagranicznych

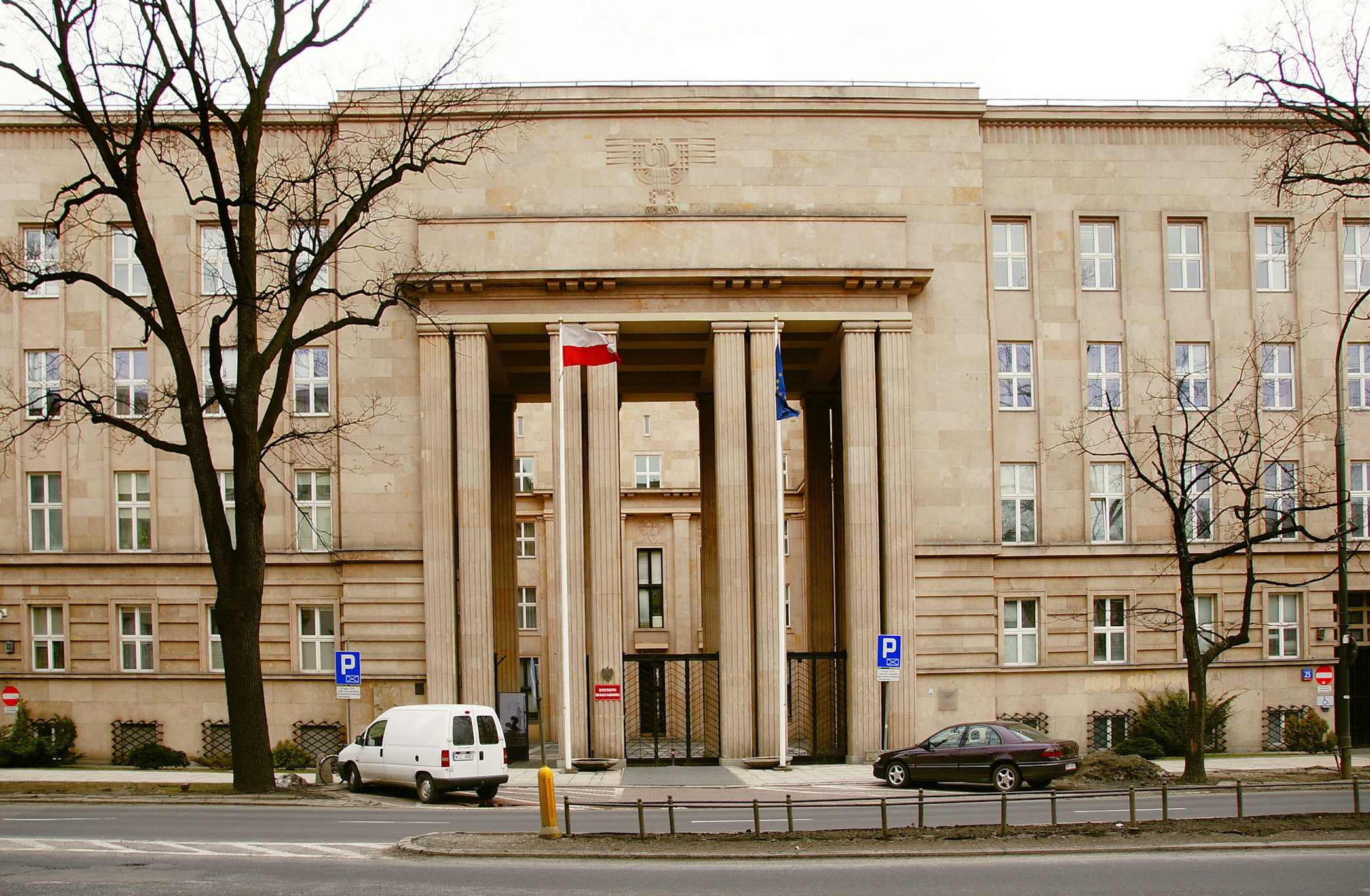
Gmach Ministerstwa Wyznań Religijnych i Oświecenia Publicznego, siedziba Ministerstwa Edukacji i Nauki (nr 25)

Aleja Jana Chrystiana Szucha – ulica w śródmieściu Warszawy, biegnąca od placu Unii Lubelskiej do placu Na Rozdrożu.
Nazwa upamiętnia Jana Chrystiana Szucha, architekta projektującego warszawskie założenia krajobrazowe i ogrody królewskie Stanisława Augusta Poniatowskiego.

## Historia
Aleja została przeprowadzona ok. 1773 jako jeden z elementów Osi Stanisławowskiej. Po 1780 u zbiegu z ul. Marszałkowską powstał folwark królewski, który przeszedł następnie na własność Jana Chrystiana Szucha. Obecna nazwa ulicy zaczęła być używana oficjalnie od 1877.
W związku ze wzrostem liczby wojsk rosyjskich stacjonujących w mieście, od połowy XIX wieku ulica zaczęła być zabudowywana budynkami o przeznaczeniu wojskowym. Około 1870 wzniesiono tam drewniane baraki (zastąpione później murowanymi budynkami) koszar Litewskiego Pułku Lejbgwardii (od którego pochodzi nazwa wytyczonej ulicy Litewskiej). W 1900 przy zbiegu z Alejami Ujazdowskimi powstał kompleks budynków Korpusu Kadetów im. A. Suworowa. Południowy odcinek ulicy przy placu Unii Lubelskiej został zabudowany okazałymi domami i pałacykami.
W 1922 ulicy nadano nazwę Batorego, jednak ta nazwa się nie przyjęła. Około 1930 ulicę wyasfaltowano.
W czasie obrony Warszawy we wrześniu 1939 przy ulicy powstał prowizoryczny cmentarz; groby zaczęto usuwać na rozkaz władz niemieckich w listopadzie 1939.
Po kapitulacji Warszawy, jesienią 1939, monumentalne gmachy Ministerstwa Wyznań Religijnych i Oświecenia Publicznego i Najwyższej Izby Kontroli zostały przejęte przez Gestapo, SD i Ordnungspolizei, a ulica znalazła się w centrum niemieckiej dzielnicy policyjnej. 1 grudnia 1941 nazwę ulicy zmieniono na Strasse der Polizei. Mieszkali tam wyłącznie Niemcy. 6 maja 1944 przy alei Szucha 16 żołnierze oddziału specjalnego Kedywu Komendy Głównej AK „Pegaz” dokonali nieudanego zamachu na kierownika Wydziału IV w urzędzie Komendanta SD i policji bezpieczeństwa na dystrykt warszawski Waltera Stamma.
Podczas powstania warszawskiego, w godzinę „W” 1 sierpnia 1944, powstańcy z 1109 plutonu z dywizjonu „Jeleń“ przeprowadzili atak wzdłuż alei  od strony placu Unii Lubelskiej. Został on jednak zatrzymany przez Niemców ogniem z broni maszynowej na wysokości pałacyku Nuncjatury Apostolskiej w wyniku czego Polacy wycofali się tracąc 13 zabitych. W tym samym czasie na drugim końcu ulicy powstańcy z 2. kompanii „Cegielskiego” z VII Zgrupowania „Ruczaj“ trafili budynek kasyna garnizonowego pociskiem z moździerza ustawionego na terenie Ogrodu Botanicznego. Budynek został następnie opanowany przez 192. pluton z 4. kompanii „Kosmy“. Po wyczerpaniu się amunicji powstańcy zostali otoczeni i zabici przez Niemców.
Od 17 stycznia 1946 do kwietnia 1992 ulica nosiła nazwę al. 1 Armii Wojska Polskiego.
W 1968, w związku z rozpoczętą budową Trasy Łazienkowskiej (przerwanej potem do 1971), rozebrano budynek kasyna wojskowego (nr 29), ostatni relikt dawnych koszar piechoty rosyjskiej.
W listopadzie 2012 Rada m.st. Warszawy skorygowała nazwę alei z aleja Szucha na aleja Jana Chrystiana Szucha. W 2013 po wschodniej stronie ulicy powstała ścieżka rowerowa.

## Ważniejsze obiekty
Po 1944 ulica zachowała niemal kompletną zabudowę i stanowi przykład zespołu luksusowych realizacji architektonicznych z różnych okresów.
- nr 2/4 – luksusowa wielkomiejska kamienica w stylu art déco z lat 1929−1930, wybudowana według projektu Adolfa Inatowicza-Łubiańskiego. Fasada ozdobiona dwiema pseudowieżami, uskoki ostatniego piętra tworzą tarasy[18]. W latach 1946–1955 budynek był siedzibą ambasady Związku Radzieckiego, następnie do 1990 ambasady Niemieckiej Republiki Demokratycznej. Do 2019 siedziba Rządowego Centrum Legislacji.
- nr 3 – kamienica wzniesiona w latach 1905–1910, wczesnomodernistyczna, z elementami dekoracji secesyjnej[19]
- nr 5 – pałacyk Milicera wybudowany w 1885, w późniejszym okresie przebudowany w duchu neobaroku, w okresie przedwojennym miejsce spotkań masonerii warszawskiej, w latach 1945–1992 jeden z budynków Ambasady ZSRR, w latach 1992−2006 Ambasada Litwy.
- nr 6 – Neorenesansowy pałacyk Dowgiałły, wybudowany w latach 1925 według projektu Jana Bagieńskiego[20]. Realizacja reprezentuje typ miejskiego pałacyku naśladującego w epigońskich formach neorenesansowe pałace z XIX wieku. Detale rzeźbiarskie fasady wykonał prawdopodobnie Edmund Bartłomiejczyk[20]. Pałacyk wyróżnia się kolumnadą w wielkim porządku na tle wgłębnego ryzalitu.
- nr 7 – luksusowa kamienica funkcjonalistyczna wybudowana według projektu Edwarda Zachariasza Ebera w 1937. Otrzymała fasadę licowaną piaskowcem, portal ujmujący przejazd bramy wykonano z czarnego bazaltu. W latach 1946–1976 siedziba Przedstawicielstwa Handlowego Związku Socjalistycznych Republik Radzieckich, później ambasady Ukrainy.
- nr 9 – budynek Lecznicy Chirurgiczno-Ginekologicznej doktora Tomasza Ignacego Solmana[21]. Kamienica została wzniesiona w stylu neogotyckim w latach 1893−1894 według projektu Stefana Szyllera[22]. W momencie powstania był to obiekt bardzo nowoczesny. W latach 1977 oraz 1984–1990 został częściowo wyburzony i przebudowany[22].
- nr 11 – dom mieszkalny z 1934, autorem projektu był Zygmunt Plater-Zyberk. Wybudowany w stylu międzynarodowym nawiązuje do neoekspresjonizmu, z elementami stylu okrętowego – ryzality mieszczące klatki schodowe otrzymały okrągłe okna przypominające bulaje. Południowa fasada urozmaicona przez wykusze, loggie, duże poziome okna.
- nr 12 – pałacyk Nuncjatury Stolicy Apostolskiej w Polsce z 1912, wybudowany według projektu A. Daniszewskiego lub Edwarda Ebera[22]. W 1948 nadbudowany i rozbudowany z nowymi pomieszczeniami wybudowanymi na miejscu rozebranych zabudowań Automobilklubu Polskiego pod numerem 10.
- nr 12a – dawne kasyno oficerskie w zespole Korpusu Kadetów im. A. Suworowa wzniesione w 1900 według projektu Wiktora Junoszy-Piotrowskiego. Budynek został spalony w 1939 i odbudowany po wojnie w latach 1946–1949 z licznymi zmianami[23]. Od 1995 siedziba Trybunału Konstytucyjnego.
- nr 16 – kamienica Spółdzielni Mieszkaniowej „Proporzec” z lat 1934−1937 autorstwa Edgara Aleksandra Norwertha[24]. Przykład luksusowego funkcjonalizmu lat 30. Stolarka drzwi wejściowych nawiązuje do geometrycznej ornamentyki Franka Lloyda Wrighta inspirowanej sztuką japońską. Ze względu na profil członków spółdzielni (oficerów wyższych szarż) budynek był nazywany „domem generalskim“[25][26]. Przed wojną mieszkali w nim m.in. Bogusław Miedziński i Walery Sławek (w 1939 popełnił tam samobójstwo). W czasie wojny, po wysiedleniu ludności polskiej, mieszkańcami byli wysocy urzędnicy Gestapo[25]. Po 1945 ich miejsce zajęły osoby powiązane z aparatem władzy Polskiej Rzeczypospolitej Ludowej, między innymi Józef Ozga-Michalski i Marian Rybicki; mieszkał tam również Stefan Kisielewski. Na budynku znajdują się tablice upamiętniające akcję Stamm[27] oraz Walerego Sławka[28].
- nr 17/19 – pałacyk generałowej Marii Agapijew z 1895, miejska willa z przedogródkiem wybudowana w stylu neorenesansu[22].
- nr 19 – dwuczęściowy biurowiec Szucha Premium Offices; budynek obudował ogród z pałacykiem Marii Agapijew, który został przeznaczony na działalność restauracyjno-klubową[29]. Siedziba m.in. Ambasady Słowenii[30] i Przedstawicielstwa Flandrii[31].
- nr 21 – biurowiec Articom należący do Ministerstwa Spraw Zagranicznych.
- nr 23 – gmach Najwyższej Izby Kontroli wybudowany w 1935 według projektu Tadeusza Leśniewskiego przy współpracy Stefana Colonna-Walewskiego. Architektura w typie zmodernizowanego klasycyzmu połączonego ze strukturalizmem. Fasada gmachu licowana czerwonym piaskowcem z Wąchocka, detale i wnętrza w stylu art déco[32]. W latach 1939–1945 siedziba Ordnungspolizei. Od 1945 – Ministerstwa Spraw Zagranicznych.
- nr 25 – gmach Ministerstwa Wyznań Religijnych i Oświecenia Publicznego z lat 1925−1930 wybudowany według projektu Zdzisława Mączeńskiego[33]. Wybitny przykład prestiżowej architektury, bliskiej realizacjom z faszystowskich Włoch i Niemiec lat 30. Zachowany wystrój rzeźbiarski w stylu art déco z 1928 zaprojektowany przez Wojciecha Jastrzębowskiego. Na portyku kolumnowym silnie zgeometryzowane godło Polski w typie art déco. W budynku przy al. Jana Chrystiana Szucha 25 mieściła się siedziba hitlerowskiej policji bezpieczeństwa (niem. Sicherheitspolizei, Sipo) i służby bezpieczeństwa (niem. Sicherheitsdienst, SD) na Warszawę oraz dystrykt warszawski, a w jego podziemiach znajdowało się więzienie śledcze Gestapo. Od 1945 siedziba Ministerstwa Edukacji Narodowej (od 2021 Ministerstwa Edukacji i Nauki). W 1952 dla upamiętnienia tysięcy przetrzymywanych, torturowanych i zakatowanych na śmierć, w przyziemiu gmachu utworzono muzeum – Mauzoleum Walki i Męczeństwa.
- Głaz ustawiony w 1974 w miejscu nieistniejącego budynku kasyna garnizonowego (nr 29, obecnie skwer pomiędzy aleją Szucha a Trasą Łazienkowską) upamiętniający zamach przeprowadzony przez Polskich Socjalistów 19 maja 1942[34].